# Vigolzone
Vigolzone is een gemeente in de Italiaanse provincie Piacenza (regio Emilia-Romagna) en telt 3773 inwoners (31-12-2004). De oppervlakte bedraagt 42,3 km², de bevolkingsdichtheid is 85 inwoners per km².
De volgende frazioni maken deel uit van de gemeente: Grazzano Visconti, Cabina, Borgo di Sotto, Villò, Albarola, Carmiano, Bicchignano, Veano.

## Demografie
Vigolzone telt ongeveer 1658 huishoudens. Het aantal inwoners steeg in de periode 1991-2001 met 3,8% volgens cijfers uit de tienjaarlijkse volkstellingen van ISTAT.
| Jaar | Inwoneraantal |
| ---- | ------------- |
| 1991 | 3426          |
| 2001 | 3556          |

## Geografie
De gemeente ligt op ongeveer 151 m boven zeeniveau.
Vigolzone grenst aan de volgende gemeenten: Bettola, Podenzano, Ponte dell'Olio, Rivergaro, San Giorgio Piacentino, Travo.